# Ripiceni (gmina)
Ripiceni – gmina w Rumunii, w okręgu Botoszany. Obejmuje miejscowości Cinghiniia, Lehnești, Movila Ruptă, Popoaia, Râșca, Ripicenii Vechi i Ripiceni. W 2011 roku liczyła 1917 mieszkańców.